# Марш, Ким
Ки́мберли Гейл «Ким» Марш (англ. Kimberley Gail «Kym» Marsh; 13 июня 1976, Уистон (англ. Whiston), Мерсисайд, Англия, Великобритания) — английская актриса

 и певица

.

## Биография и карьера
Кимберли Гейл Марш родилась 13 июня 1976 года в Уистоне (Мерсисайд, Англия, Великобритания). Ким — младшая из четверых детей в семье. У неё есть два брата, Дэвид Марш и Джон Марш, а также сестра — Трейси Марш.
Ким начала карьеру актрисы и певицы в 2001 году. Лауреат премий:
- 2007 — TV Quick Awards
- 2007 — National Television Awards
- 2007 — The British Soap Awards (англ.)
- 2008 — Television and Radio Industries Club Awards

## Личная жизнь
Марш состояла в фактическом браке с Дейвом Канлиффом, от которого у неё есть двое детей — сын Дэвид Райан Канлифф (род. в апреле 1995 года) и дочь Эмили Мэй Канлифф (род. в январе 1998 года).
В 2002—2009 годы Марш была замужем за актёром Джеком Райдером.
В 2012—2014 годы Марш была замужем за актёром Джейми Ломасом, от которого у неё родилось двое детей — сын Арчи Джей Ломас (родился 11 февраля 2009 года на 18 недель раньше положенного срока и умер мгновения спустя) и дочь Полли Ламас (род. 23 марта 2011).
У Марш есть внук — Тедди Арчи Джеймс Хоршовский (род. 3 мая 2019), сын её дочери Эмили и её бойфренда Майкла Хоршовского.